# Cambyses al II-lea

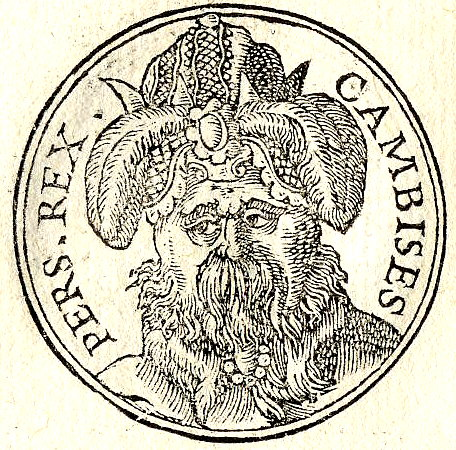
Cambises Pers Rex

Cambyses sau Cambise al II-lea, rege al perșilor între 529-522 î.Hr., era fiul regelui Cyrus al II-lea cel Mare (559-529 î.Hr.).
După ce a preluat tronul Imperiului Ahemenid, a continuat politica expansionistă a tatălui său. Herodot scrie în Istorii următoarele: „perșii spun că Darius a fost un negustor, Cambyses un despot, iar Cyrus un părinte”. Capacitățile sale de strateg și diplomat au ieșit la iveală în campania de cucerire a Egiptului, din anul 525 î.Hr. De asemenea, el a încheiat un tratat și cu Policrate din Samos. Istoriile lui Herodot spun că cel mai important moment al domniei lui Cambyses a fost expediția egipteană. Atât cartea lui Herodot, cât și inscripția persană de la Behistun prezintă faptul că regele Cambyses a ordonat omorârea fratelui său, ca măsură de siguranță. Herodot scrie că fratele lui Cambyses se numea Smerdis, dar inscripția de la Behistun îl numește Bardiya.
În cadrul expediției din Egipt, Cambyses și o parte a armatei sale a înaintat în sud, cucerind capitala Egiptului de Sus, Theba. În final, Cambyses a reușit să-l învingă pe regele egiptean Psametic al III-lea. El pregătise o campanie prin care dorea să cucerască Etiopia și Cartagina, dar nu a reușit să o mai declanșeze, murind în anul 522 î.Hr.
A fost urmat pe tronul Imperiului Persan de fiul său Darius I cel Mare.